# Sagalassa
Sagalassa é um gênero de traça pertencente à família Brachodidae.